# Michael Pienaar
Elias Michael Pienaar (ur. 10 stycznia 1978 w Windhuku) – piłkarz namibijski grający na pozycji obrońcy.

## Kariera klubowa
Karierę piłkarską Pienaar rozpoczął w klubie Ramblers Windhuk. W jego barwach zadebiutował w 1999 roku w namibijskiej Premier League. W 2001 roku był wypożyczony do południowoafrykańskiego FC Fortune. W 2005 roku zdobył z Ramblers Puchar Namibii, a w 2008 przeszedł do Carara Kicks FC z drugiej ligi RPA. W 2010 roku wrócił do Namibii i do 2013, czyli do końca kariery, grał w Orlando Pirates Windhuk.

## Kariera reprezentacyjna
W reprezentacji Namibii Pienaar zadebiutował 12 września 1998 roku w wygranym 2:1 meczu COSAFA Cup 1998 z Mozambikiem. W 2008 roku był powołany do kadry na Puchar Narodów Afryki 2008 i rozegrał 3 spotkania: z Marokiem (1:5), z Ghaną (0:1) i z Gwineą (1:1). Od 1998 do 2010 wystąpił w kadrze narodowej 40 razy i strzelił 2 gole.